# Rödingsmarkt (métro de Hambourg)
Rödingsmarkt (en allemand : U-Bahnhof Rödingsmarkt) est une station de la ligne U3 du métro de Hambourg. Elle se situe dans le quartier de la vieille ville, dans l'arrondissement de Mitte.

## Situation sur le réseau

Plans des lignes
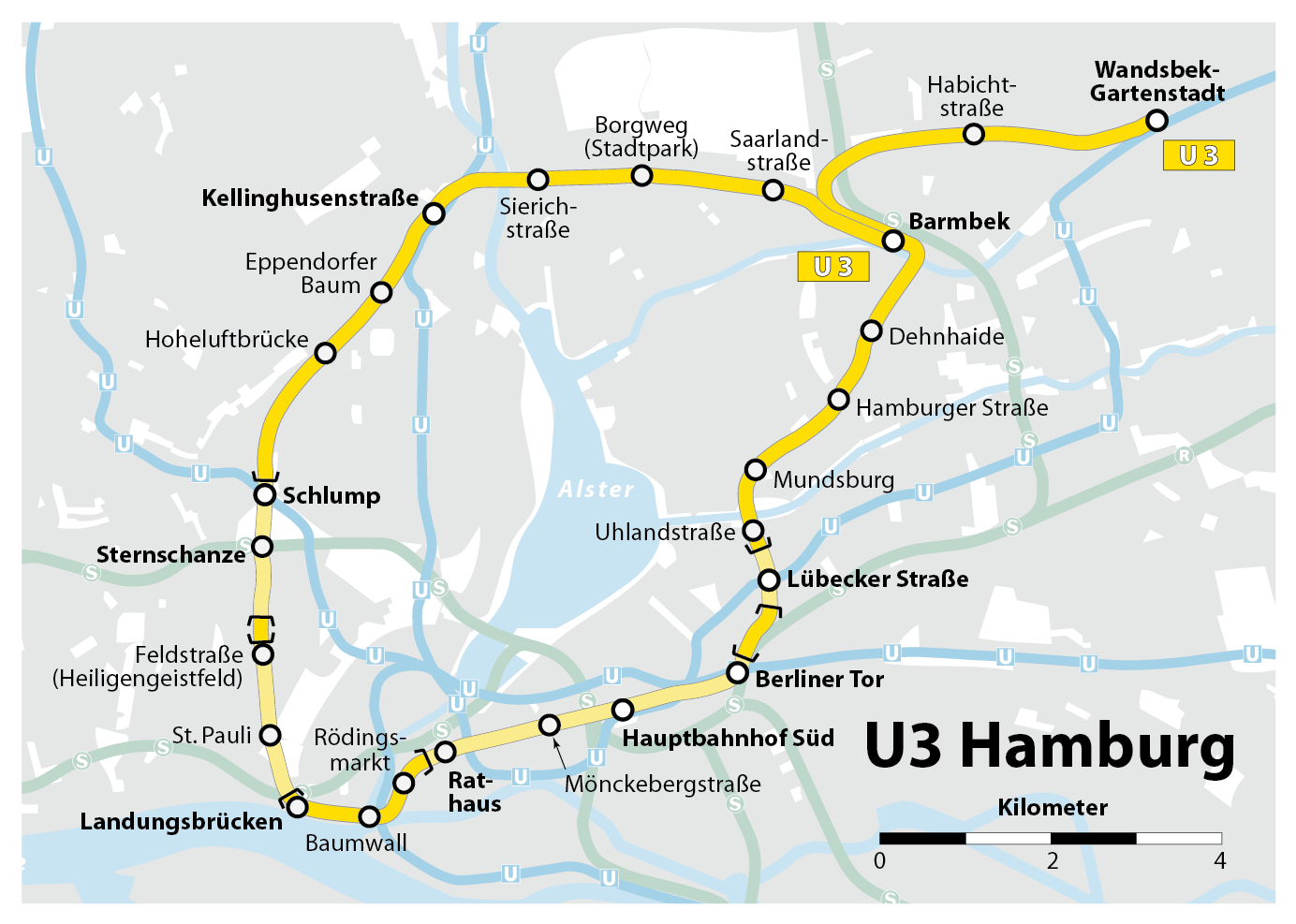
Ligne U3.

## Histoire
La station de métro est construite en 1910-1911 selon les plans de Raabe & Wöhlecke dans le cadre de la ligne périphérique. Le hall des quais latéraux avec un toit plat à pignon et des fermes en fer visibles s'étend sur les deux voies. Conformément à sa situation centrale à Hambourg, la station dispose d'un hall d'entrée représentatif avec une façade en blocs de granit gris clair du côté nord. Celui-ci est le seul accès à la gare pendant près de 100 ans.
En 2002, une deuxième entrée est créée du côté sud sous la direction du bureau d'architectes Grundmann + Hein. Toutes les entrées sont aménagées pour être accessibles aux personnes à mobilité réduite.

## Services aux voyageurs

### Accès et accueil
La station se situe au milieu de la partie nord du Rödingsmarkt, au-dessus de l'ancien canal du Rödingsmarkt, qui fut comblé en 1886. Les quais sont initialement conçus pour fonctionner avec des trains de 4 voitures ; ils sont agrandis vers le sud dans les années 1920 pour accueillir un train de six voitures.
L'arrêt relie la rue anciennement connue sous le nom de l'Ost-West-Straße dans la partie sud et sépare ses parties ouest (Ludwig-Erhard-Straße) et est (Willy-Brandt-Straße). L'arrêt est équipé d'un ascenseur vitré sur les deux quais.

### Intermodalité
Il n'y a pas de correspondances.